# ハワイシロハラミズナギドリ
ハワイシロハラミズナギドリ（ハワイ白腹水薙鳥、ハワイ語: ʻUaʻu, 学名：Pterodroma sandwichensis）は、ミズナギドリ目ミズナギドリ科シロハラミズナキドリ属に分類される、大形で暗灰褐色の鳥類である。ハワイの固有種。

## 分類
かつてはガラパゴス諸島に分布するガラパゴスシロハラミズナギドリ (Pterodroma phaeopygia) と同種と考えられていたが、独立種として分割された。日本では、日本鳥類目録改訂第7版（2012年）までハワイシロハラミズナギドリを Pterodroma phaeopygia とし、亜種ハワイシロハラミズナギドリ Pterodroma phaeopygia sandwichensis として分類していたが、改訂第8版（2024年）では Pterodroma sandwichensis であるとしている。

## 分布
ハワイ諸島周辺を中心としてアリューシャン列島以南の海洋上に分布する。かつてニイハウ島を除くハワイ諸島のすべての主要地に生息したが、今日ではマウイ島のハレアカラ・クレーターにほぼ限定される。少数の個体はハワイ島のマウナ・ロア山、カウアイ島のワイメア・キャニオン (Waimea Canyon)、ラナイ島のラナイハレ山（ラナイハレ、Lānaʻihale）に生息し、モロカイ島にも生息するとも考えられる。12月から3月の非繁殖期には、やや東の熱帯域に移動する個体が多い。
日本では迷鳥として、1976年9月4日に初めて1羽が岩手県滝沢村の水田で拾得されたが、翌日死亡した。この個体は当初オオシロハラミズナギドリとされたが、その後本種と同定されたことにより、ハワイシロハラミズナギドリの和名がつけられた。また千葉県でも保護されたことがある。2015年7月には伊豆諸島沖で記録された。

## 形態
全長およそ43センチメートル、翼開長は92センチメートルで、翼は長くて幅が狭い。翼や尾の上面は黒褐色で、煤けたような色。下面は白くて、翼下面は白色だが黒い縁がある。また腋羽にも黒い色が認められるが目立たない。額は白く、頭は後頭にかけて黒色である。くちばしは黒く、足は桃色で水かきが黒色の2色である。

## 生態

### 食性
採餌は50-75パーセントがイカで、その他は魚類や甲殻類である。

### 繁殖
山の不毛な高所傾斜地において、小動物の巣穴もしくは岩の割れ目に営巣する。繁殖期は3月から10月におよび、雌は1個の白い卵を産む。雛が孵化すると親鳥は海洋に出て、日中ずっと採餌し、夜にのみ帰ってくる。親鳥は餌を吐き出して雛に給餌する。雛は石炭灰色であり、ハワイ先住民においてはごちそうとされていた。学者らはこれまで、ミズナギドリは繁殖期のあいだ沿岸の比較的近くにいると考えていたが、マイクロ波測定を用いた新しい研究により、2週間におよぶ長い採餌旅行中に、アラスカから日本の海域にまで移動することが分かっている。
夜間巣に戻ると、成鳥は "oo-ah-oo " という特徴のあるうなり声をあげる。巣穴でもまた成鳥はさまざまに騒々しく鳴き立てる。
親鳥は雛よりも2-3週間前に繁殖地から渡去する。
ミズナギドリ類の飛翔は、高くて急角度に傾斜した弧を描いて滑空するのが特徴である。

## 保全状況評価
絶滅の危険性が高い種であり、IUCNレッドリストにおいては危急種とされている。開発による生息地の損失に加え、最大の脅威は人的に移入されたネコ（野猫）やジャワマングース、クマネズミ類であり、それらはすべて巣穴の内部に入って無力である雛を食べる。ハレアカラ国立公園においては、ハワイシロハラミズナギドリのみでなく、捕食者の餌食となる多くの他の希少なハワイの鳥類の保全のために、野生化した動物の個体数を減らす多くの努力がなされている。